# Turnianska Nová Ves
Turnianska Nová Ves (in ungherese Tornaújfalu) è un comune della Slovacchia facente parte del distretto di Košice-okolie, nella regione di Košice.